# Mohamed Juldeh Jalloh
Mohamed Juldeh Jalloh est un homme politique sierra-léonais et le vice-président actuel de la Sierra Leone.

## Biographie
Ancien fonctionnaire des Nations unies, Jalloh est un membre éminent du Parti du peuple de Sierra Leone.
Il a obtenu un bachelor en sciences politiques à l'université de Fourah Bay, un master en sciences politiques de l'Université d'Ibadan à Ibadan, et un doctorat à l'Université de Bordeaux à Bordeaux. Il parle couramment plusieurs langues, dont l'anglais et le français.
Politologue de profession, Jalloh a commencé à travailler pour les Nations unies en 2000, alors qu'il était chargé de programme à la mission des Nations Unies au Kosovo. Il a également été membre du conseil des conseillers principaux de la mission de stabilisation des Nations unies au Mali et dans la région du Sahel.
Il a été choisi comme colistier de Julius Maada Bio dans l'élection présidentielle sierra-léonaise de 2018, qu'ils ont gagné au second tour. 
Juldeh Jalloh est un musulman dévot. Il est né et a grandi à Koidu, dans la province de l'Est de la Sierra Leone. Il est membre de l'ethnie peule.